# Klingelsbachgraben
Der Klingelsbachgraben ist ein etwa fünf Kilometer langer Bach im unterfränkischen Landkreis Main-Spessart, der aus nordwestlicher Richtung kommend von rechts in den Main mündet.

## Verlauf
Der Klingelsbachgraben entspringt im Sandstein-Spessart im Naturraum 141.2 Oberwittbacher Spessartvorland auf einer Höhe von etwa 334 m ü. NHN am südöstlichen Fuße des Madenberges (378 m) und ostnordöstlich des Marktheidenfelder Stadtteiles Michelrieth. Seine Quelle liegt auf dem Gebiet der Gemarkung Michelrieth in der Flur Obere Haid direkt westlich der A 3/E 41 und unweit einer Photovoltaik-Freiflächenanlage gegenüber der Autobahn.
Der Bach fließt, begleitet von der A 3, zunächst südostwärts durch Grünland, unterquert dann die von Michelrieth nach Triefenstein führende Kreisstraße MSP 31 und betritt dabei die Gemarkung Oberwittbach. Er läuft danach südöstlich des Hochberges am Nordostrand eines kleinen Mischwaldes durch die Flur Selzerschlag und wird dort auf seiner linken Seite von einem von Nordosten aus einem Gewerbegebiet des Stadtteiles Altfeld kommenden, etwa 700 m langen Graben  gespeist. Gut 200 m bachabwärts nimmt er auf der anderen Seite ein ungefähr 850 m langes, dem anderen Rand des Selzerschlag-Wäldchens entlanglaufendes Bächlein auf. Der Klingelsbachgraben fließt nun durch die Flur Teufelsloch, früher Teufelsgruben genannt und wird dann nördlich der Klingelsbacher Höhe auf der gleichen Seite von einem gut einen Kilometer langen Feld- und Wiesengraben  gestärkt. Der  Klingelsbachgraben kreuzt danach die B 8 an deren Abfahrt von der A 3, von der dort südwärts auch die niederrangige St 2315 abgeht.
Knapp 800 m später verlässt er am Parkplatz Klingelsbach der A 8 die Gemarkung von Oberwittbach und wechselt über die Gemeindegrenze auf die Rettersheimer Teilortgemarkung von Triefenstein. Der bisher stark begradigte Bach kann sich ab dort seitlich mehr entfalten. Knapp 400 m später läuft ihm auf der rechten Seite ein kleiner Feldgraben zu. Der Klingelsbachgraben unterquert am nordöstlichen Fuße des Bocksberges (286 m ü. NN) die A 3, schlägt einen kurzen Haken auf das Gebiet der Gemarkung Altfeld und zurück, kreuzt dann die oberhalb des hier steilen rechten Maintalhanges laufende MSP 31 und zwängt sich danach ostnordostwärts auf dem Gebiet der Gemarkung des Triefensteiner Ortsteiles Trennfeld durch seine als Naturdenkmal ausgewiesene enge und bewaldete, ebenfalls Klingelsbachgraben genannte Schlucht, die auf einer Strecke von etwa einem halben Kilometer aus einer Höhe von etwa über 210 m ü. NN zum Talgrund des Mains hinab fällt.
Am Talhangfuß quert der Bach noch in Richtung Nordosten zwei Wege längs der schmalen Aue und mündet schließlich im Unteren Maintal im Naturraum 141.02 Marktheidenfeld-Wertheimer Maintal auf dem Gebiet der Gemarkung des Triefensteiner Ortsteiles Trennfeld auf einer Höhe von 142 m ü. NN bei Mainkilometer 174.8 etwa 250 m oberhalb der Staustufe Lengfurt und gut 600 m oberhalb des Klosters Triefenstein von rechts in den aus dem Norden heranfließenden Main.

## Freizeit und Erholung
Durch die Schlucht des Klingelsbachgrabens führt ein Kulturwanderweg des Archäologischen Spessartprojekts.